# Новые христиане
Новые христиане (исп. Cristiano nuevo) — исторический термин, применявшийся в Испании и Португалии после Реконкисты для обозначения социальной группы, состоящей из обращённых в христианство мусульман и иудеев, а также для их потомков даже спустя несколько поколений после перехода в католицизм. Термин впервые стал употребляться по отношению к евреям, принуждаемым к переходу в католицизм после антиеврейских погромов 1391 года.
«Новые христиане» в тогдашнем пиренейском обществе противопоставлялись так называемым «исконным» христианам, якобы имевшим христианское происхождение «со всех сторон» и с «незапамятных времён» (tiempo inmemorial), хотя на практике для признания «исконным» христианином обычно требовалось, чтобы христианами были лишь родители и все бабушки и дедушки человека. «Новые христиане», даже несмотря на смену веры, на протяжении многих лет после Реконкисты подвергались преследованиям и притеснениям.
В Португалии в 1772 году маркиз Помбал уравнял в правах «новых» и «старых» христиан.